# Chiesa di San Marco Evangelista (Sant'Omobono Terme)
La chiesa di San Marco Evangelista è il principale luogo di culto cattolico della località di Valsecca frazione di Sant'Omobono Terme in provincia e diocesi di Bergamo; fa parte del vicariato di Rota d'Imagna.

## Storia
La chiesa dedicata a san Marco evangelista fu edificata nel XV secolo, risulta infati che versata un censo perpetuo nel 1464 imposto dal vescovo Barozzi. La chiesa fu dismembrata nel 1460 da quella di Sant'Omobono con decreto del vescovo Giovanni Barozzi. Il vescovo suffraganeo Bartolomeo Assonica consacrò la chiesa nel 1511.
Nel Settecento l'edificio, che non rispondeva più alle esigenze della comunità fu ampliato per la prima volta, e successivamente nel 1884. L'anno successivo il nuovo edificio fu consacrato il 25 agosto dal vescovo Gaetano Camillo Guindani confermandone l'intitolazione all'evangelista Marco. Negli ultimi anni del XIX secolo furono eseguiti nuovi lavori di restauro della zona presbiteriale e del coro. Fu l'architetto Luigi Angelini a progettare nuovi lavori di ammodernamento negli anni trenta del Novecento, disegnando anche il nuovo portale realizzato nel 1928 in ceppo della Val Gandino. Seguiranno poi nella seconda metà del novecento lavori di adeguamento con la posa del nuovo altare rivolto verso i fedeli.
Con decreto del 27 maggio 1979 del vescovo Giulio Oggioni la parrocchiale è inserita nel vicariato locale di Rota d'Imagna.

## Descrizione

### Esterno
L'esterno della chiesa si presente direttamente sulla viabile della località con un breve sagrato che si allarga sul lato a sud. La facciata dalle linee architettoniche molto semplici delimitata da due lesene. Il tetto a capanna ha due spioventi a vista molto sporgenti con mensole lignee. L'ingresso principale posto al centro è il contorno in ceppo sagomato con due finti vasi a coronamento. La parte superiore centrale ha un'apertura semicircolare atta a illuminare l'aula.
Accanto alla chiesa c'è l'oratorio dedicato al Santo Crocifisso che conserva il lavoro di frà Giovanni da Reggio ritenuto miracoloso per aver salvato la località dalla peste.

### Interno
L'interno della chiesa a pianta rettangolare ea unica navata è divisa in quattro campate da lesene e illuminata da otto finestre poste sopra il cornicione. Le lesene sono stuccate a lucido con zoccolatura che percorre tutta l'aula in marmo e coronate da capitelli ionici che sorreggono la trabeazione e il cornicione dove 'imposta la volta a botte. Due cappelle sono poste in corrispondenza della terza cappella sopraelevate da due gradini e intitolate a sant'Antonio di Padova con altare in marmo rosso a destra mentre corrispondente a sinistra della Madonna del Santo Rosario. Le aperture poste nelle cappelle portano al pulpito ligneo e ai locali deposito. La zona presbiteriale con volta a botte è anticipata dall'arco trionfale e sopraelevato da tre gradini in marmo nero. La parte termina con coro absidato e con la presenza di due finestre che illuminano il presbiterio.
La navata conserva il dipinto di Francesco Quarenghi e la tela di Carlo Ceresa raffigurante l'Adorazione dei Re Magi.

L'antico organo a canne di importante interesse storico e artistico fu realizzato nei primi anni del Settecento e restaurato da Giovani Foglio di Bergamo nel 1885. Nuovamente restaurato negli anni Trenta e Settanta del Novecento dalla ditta Cornolti. Nel 1992 fu la ditta Ongaro di Cene a revisionarlo e restaurarlo.